# Oswald Chambers
Oswald Chambers (Aberdeen, 1874. július 24. – Kairó, 1917. november 15.) kora huszadik századi skót baptista és az úgynevezett Szentség-mozgalomhoz tartozó evangélista és tanító. Legismertebb műve a Krisztus mindenek felett (My Utmost for His Highest) című áhítatoskönyv.

## Magyarul megjelent művei
- Oszvald Chambers: Minden tőlem telhetőt az Ő uralmáért! Elmélkedések az év minden napjára; ford. Döbrössy Lajos, Tóth Kálmán; Bethlen Ny., Bp., 1938
  - (Mindenemet Krisztusért; Krisztus mindenekfelett címen is)
- Krisztus mindenekfelett. Elmélkedések az év minden napjára; 2. jav. kiad.; Evangéliumi Iratmisszió, Tuttlingen, 196?
  - (Mindenemet Krisztusért; Minden tőlem telhetőt az Ő uralmáért! címen is)
- A szenvedés iskolája; in: Jakab Kroeker: Rejtett áldásutak; Evangéliumi Iratmisszió, Stuttgart, 1975
- Stanley Voke: Őszintén Isten előtt / Oswald Chambers: Arcképünk Mózes első könyvében; Evangéliumi Iratmisszió, Stuttgart, 1978
- Napi gondolatok Jézus Krisztus tanítványainak; ford. Kamarás Mihály, Barta György; "Marana Tha 2000" Alapítvány, Bp., 1991
- Bibliai etika; Evangéliumi Kiadó és Iratmisszió, Bp., 1998
- Elküldelek ezért titeket / Isten munkásai. Isten szolgálatra hívó szavának felismerése és elfogadása; Evangéliumi, Bp., 2005
- Mindenemet Krisztusért. Elmélkedések az év minden napjára; 2. jav. kiad.; Evangéliumi, Bp., 2019
  - (Minden tőlem telhetőt az Ő uralmáért; Krisztus mindenekfelett címen is)

## Fordítás
- Ez a szócikk részben vagy egészben  az   Oswald Chambers című angol Wikipédia-szócikk fordításán alapul.  Az eredeti cikk szerkesztőit annak laptörténete sorolja fel. Ez a jelzés csupán a megfogalmazás eredetét és a szerzői jogokat jelzi, nem szolgál a cikkben szereplő információk forrásmegjelöléseként.